# The ArQuives
The ArQives, anteriormente conocida como Canadian Lesbian and Gay Archives es una organización no gubernamental caritativa en Toronto, Ontario, Canadá, que trata de recoger los materiales relacionados con la historia de las comunidades de lesbianas, gays, bisexuales y transgénero de Canadá.
El archivo fue fundado en 1973 por los editores de la revista The Body Politic. Originalmente llamado «Canadian Gay Liberation Movement Archives» («Archivos del movimiento de liberación gay canadiense»), el nombre fue modificado por «Canadian Gay Archives» en 1975 y por el actual, «Canadian Lesbian and Gay Archives» en 1993.
Anteriormente se situaba en la calle Temperance, en el centro de Toronto, pero en 2005 los archivos fueron trasladados temporalmente al n°. 65 de la calle Wellesley, dentro del barrio gay de la ciudad, Church and Wellesley. Simultáneamente con el traslado, se inició una campaña para recoger fondos para poder trasladarse a un local permanente en el número 34 de la calle Isabella del mismo barrio. El edificio fue donado al archivo por el Children's Aid Society de la ciudad, después de que la Children's Aid Society comenzara a construir un edificio nuevo al lado. El archivo realizó una renovación y abrió de nuevo el 29 de septiembre de 2009.
Entre los materiales relacionados con la cultura LGBT que se conservan en el archivo se encuentra la documentación de organizaciones y acontecimientos relacionados con la homosexualidad, fotografías, películas, carteles, obras de arte, discos y cintas de casete y recuerdos como camisetas, pancartas, uniformes, trajes de cuero o trofeos. También acoge a la biblioteca James Fraser, que incluye literatura de ficción y no ficción, biografías, revistas LGBT, obras de teatro, poesía, recortes de prensa canadiense y revistas no LGBT que tratan temas LGBT.